# Prionotoma girardi
Prionotoma girardi là một loài bọ cánh cứng trong họ Cerambycidae.